# 中国人民解放军陆军第四十三军
中国人民解放军陆军第四十三军，是中国人民解放军陆军曾经的一个军。

## 沿革

### 第一次编成
1945年9～11月，根据中共中央关于向东北发展，并争取控制东北的战略部署，八路军山东军区第7师8000余人和渤海军区部队5000余人（编成3个团）先后挺进东北。后进至哈尔滨以西地区，与先期进入东北的晋察冀军区所属冀热辽军区第19旅合编为东北民主联军第七师。冀热辽军区第19旅、山东军区第7师、渤海军区部队依次改编为第7师的第19旅（后改编为该师警卫团）和第20、第21旅。
1948年1月改称东北人民解放军第六纵队，归东北野战军建制。1948年3月洪学智调任上干大队第二期（360名学员）担任大队长，黄永胜接任纵队司令员。1948年3～8月进行新式整军和练兵。9～11月在辽沈战役中，参加锦州战役和在辽西消滅中华民国国军“西进兵团”的作战。
1948年11月，根据中央军委关于统一全军编制及部队番号的命令，东北野战军第六纵队改称中国人民解放军第四十三军，仍隶属东北野战军。1948年12月洪学智任军长（后李作鹏、龙书金），赖传珠任政治委员（后张池明），杨国夫、李作鹏任副军长（后龙书金、阎捷三、袁克服），刘其人任副政治委员（后袁克服），雷震、黄一平任参谋长（后冯精华），邓飞任政治部主任（后袁克服兼，再后刘锦屏）。所辖第16、第17、第18师及新调入的独立第6师依次改称第127、第128、第129、第156师，全军共6.3万余人。1950年3～5月参加海南岛战役，与兄弟部队一起解放海南岛。7月，第128师留驻海南岛，军主力回雷州半岛剿匪。1952年7月5日，第43军与海南军区合并为海南军区兼第四十三军。10月，第44军第132师调归第43军建制。1961年8月，第四十三军番号撤销，下属部队除陆军第一二七师改编为广州军区陆军独立师以外，全部改属海南军区。

### 第二次编成
1968年9月，广州军区重建陆军第四十三军，辖第127师、第128师、第220师（第220师1965年6月由广州军区边防师（1964年8月在广西百色组建）改称，归广西军区。1967年2月改归第55军。1968年9月归第43军，1969年改称第129师。），并调防广西桂林。1969年10月17日，移驻河南洛阳，改归武汉军区领导（第129师留贵阳“支左”，1973年1月归建）。1979年2月17日至3月16日，第43军参加了对越自卫反击战。
1981年3月1日，根据中央军委和武汉军区指示，第43军进行编组合成集团军试点。武汉军区炮兵第2师，坦克第11师，高炮第63师改隶第43军建制。第43军编组合成集团军（试点）后，下辖127、128、129三个陆军师和炮兵第2师、坦克第11师、高炮第63师3个兵种师以及军属高炮团、地炮团、坦克团和150中心医院等，全军共约7万人。
1985年，陆军第四十三军于百万大裁军中被撤销。

## 编制
1985年撤编前，陆军第四十三军下辖：
- 军直部队
  - 高炮团
  - 地炮团
  - 坦克团
  - 150中心医院
- 陆军第一二七师
- 陆军第一二八师
- 陆军第一二九师
- 炮兵第二师
- 坦克第十一师
- 高炮第六十三师

## 历任领导
- 军长/纵队司令员、海南军区司令员：
  - 陈光(1946.10-1947.1)
  - 洪学智(1947.2-1948.3.28)
  - 黄永胜(1948.3.28-1948.10)
  - 洪学智（48.12-49.5）
  - 李作鹏（49.5-50.6）
  - 龙书金（50.6-52.7）
  - 吴克华（52.7-54.3）
  - 梁兴初（54.3-55.2）
  - 吴瑞林（55.2-57.8）
  - 庄田（57.8-60.5）
  - 张荣森（68.7-72.12）
  - 褚传禹（72.12-81.3）
  - 张万年（81.3-82.11）
  - 孔宪礼（83.5-85.9）
- 政委：
  - 赖传珠（46.10任命，47.8到职-49.5）
  - 张池明（49.5-52.4）
  - 谢镗忠（52.4-52.7）
  - 冯白驹（52.7-58.5）
  - 陈仁麒（第2政委，53.3-55.6 ）
  - 谢镗忠（第2政委、政委55.11-61.8）
  - 王文德（68.7-78.11）
  - 赵双选（78.11-83.4）
  - 董国庆（83.5-85.9）
- 副司令员：杨国夫、梁兴初、曹里怀、李作鹏
- 副政治委员刘其人
- 参谋长：阎捷三、黄炜华、曹里怀、黄一平
- 政治部主任：徐斌洲、邓飞
- 第十六师：原第三师第七旅。进入东北时期 共9000 人，长枪 2000 支。旅长彭明治，政委郭成柱。 部队干部历史很老，文化较低。该部队在我军历史上参加战斗最多，经验丰富，战斗作风勇猛，能攻能守，不怕牺牲。装备好，行军能力强，能打硬拼仗。有朝气，雷厉风行，但也存在简单化、对新战术研究与掌握不够。是东北各野战部队中之头等主力师。王东保代师长（后由梁兴初、李作鹏兼师长），郭成柱任政治委员（后张池明）
- 第十七师:原为山东渤海军区地方部队，由军区直属营、鲁北民兵和收编的土匪武装编成三个团，组建山东7师。到东北参加山海关战斗损失很大，退到北满体整扩大到5199人，编为20旅。旅长刘子奇。原东北民主联军第七师第十九旅（后缩编为第七师警卫团）与第二十旅合并，全师 7237 人。“该部队历史不算很老，战斗作风顽强，进步快。善于夜战及村落战斗，战士很勇猛，长于使用爆破，攻坚力最顽强。龙书金任师长，缺政治委员，1947年7月徐斌洲调任。
- 第十八师:原山东八师的老基础。一部分为渤海军区警卫部队，一部分为冀鲁豫边区回民支队。回民支队是1940年冀鲁边津南支队抽出18个回民战士出去扩军利后回民支队1540人及收编一部分回民武装约400人，编成回民大队；1942年发展为四个大队，编成回民支队；抗战胜到达热河，参加保卫热河战斗。 1946年1月进入东北时共12302人，长枪4331支。18师战斗作风有突击性，善于村落战斗及爆破技术，具有攻坚战斗经验。原东北民主联军第七师第二十一旅（热河第一旅）。王兆相任师长（后阎捷三），陈德任政治委员（后袁克服）。